# مزه (ترانه سابرینا کارپنتر)
«مزه» (انگلیسی: Taste) ترانه‌ای از خواننده آمریکایی، سابرینا کارپنتر از ششمین آلبوم استودیویی او به نام مختصر و مفید (۲۰۲۴) است. این ترانه در ۲۳ اوت ۲۰۲۴ توسط آیلند رکوردز به عنوان سومین تک‌آهنگ این آلبوم منتشر شد. متن ترانه توسط کارپنتر، جولیا مایکلز و ایمی آلن نوشته شده است و تهیه کنندگی آن بر عهدهٔ جان رایان و ایان کرکپاتریک بوده است. از نظر موسیقایی، «مزه» ترکیبی از پاپ، گلم پاپ، پاپ راک، راک، ایندی راک، اسلاکر راک و سافت راک است.